# Rolantowice
Rolantowice – wieś w Polsce położona w województwie dolnośląskim, w powiecie wrocławskim, w gminie Kobierzyce.

## Toponimia

Mapa Loranckwitz (około 1820 r.)

Niemiecki nauczyciel Heinrich Adamy swoim dziele o nazwach miejscowości na Śląsku wydanym w 1888 roku we Wrocławiu wymienia nazwę Lorankwitz oraz słowiańską Rolantowice. Nazwa wsi jest dzierżawcza i wywodzi się od założyciela wsi, który nazywał się Roland.

## Podział administracyjny
W latach 1975–1998 miejscowość administracyjnie należała do województwa wrocławskiego.